# A Mix-Up on the Plains
A Mix-Up on the Plains è un cortometraggio muto del 1914 diretto da William Duncan che ne firma anche la sceneggiatura oltre a esserne l'interprete principale. Accanto a lui, nel cast, Florence Dye, Charles Wheelock, Lester Cuneo, sua moglie Gladys Cuneo, Eleanor Blevins.

## Produzione
Il film fu prodotto dalla Selig Polyscope Company.

## Distribuzione
Distribuito dalla General Film Company, il film - un cortometraggio in due bobine - uscì nelle sale cinematografiche statunitensi il 7 aprile 1914.